# Robert Warzycha
Robert Warzycha (Siemkowice, 20 agosto 1963) è un ex calciatore e allenatore di calcio polacco, di ruolo centrocampista.

## Palmarès

### Giocatore
- Campionato polacco: 2

Górnik Zabrze: 1986-1987, 1987-1988
- Supercoppa di Polonia: 1

Górnik Zabrze: 1988
- Coppa d'Ungheria: 1

Kispest Honvéd: 1995-1996
- U.S. Open Cup: 1

Columbus Crew: 2002

### Allenatore
- MLS Supporters' Shield: 1

Columbus Crew: 2009
- MLS Supporters' Shield: 1

2009
- Trillium Cup: 3

2009, 2010, 2012
- Lamar Hunt Pioneer Cup: 1

2012